# Талія (співачка)
Аріадна Талія Соді Міранда (ісп. Ariadna Thalía Sodi Miranda), більш відома як Талія — мексиканська поп-співачка і акторка. Одна з найуспішніших мексиканських акторок (вона багато знімається в телесеріалах). Паралельно телекар'єрі Талія записує альбоми з латиноамериканською музикою і виступає з концертами.

## Дискографія
- Thalía (1990)
- Mundo de Cristal (1991)
- Love (1992)
- En éxtasis (1995)
- Amor a la Mexicana (1997)
- Arrasando (2000)
- Thalía (2002)
- Thalía (English) (2003)
- El Sexto Sentido (2005)
- Lunada (2008)
- Primera Fila (2009)
- Habítame siempre (2012)

## Фільмографія
Телебачення:
- 1986: Pobre Señorita Limantour
- 1987: Quinceañera
- 1992: María Mercedes
- 1994: Марімар / Marimar
- 1995: Марія з передмістя / María la del barrio
- 1999: Росалінда / Rosalinda

Фільми:
- La Guerra de los Pasteles (1979)
- Mambo Café (1999)